# Wolfgang Seguin
Wolfgang „Paule“ Seguin (* 14. September 1945 in Burg bei Magdeburg) ist ein ehemaliger deutscher Fußballspieler. In der höchsten Spielklasse des DDR-Fußballs, der Oberliga, spielte er für den SC (Aufbau) und den 1. FC Magdeburg. Er wurde dreimal DDR-Meister und gewann fünfmal den DDR-Fußballpokal. 1974 stand er in der FCM-Mannschaft, die den Europapokal der Pokalsieger gewann. In der A-Nationalmannschaft absolvierte er 21 Spiele. Mit der Olympiaauswahl gewann er 1972 die Bronzemedaille bei den Sommerspielen in München.

## Sportliche Laufbahn

### Burg und Magdeburg
Begonnen hatte Seguins Fußballkarriere 1953 bei der BSG Einheit in seiner Heimatstadt Burg bei Magdeburg. Hier erwarb er sich schon als Schüler seinen Spitznamen „Paule“, weil er in seiner Freizeit ständig in der Nähe des Burger Torwarts namens Paule herumstrich. Im Juniorenteam der BSG Einheit zeigte Seguin als Stürmer konstant gute Leistungen, und so veranlasste der Schwerpunktclub der Region, der SC Aufbau Magdeburg, zum Jahreswechsel 1963/64 den Wechsel zur Magdeburger Oberligamannschaft. Dort wurde der 18-jährig am 9. Februar 1964 im Oberligapunktspiel SC Aufbau – SC Turbine Erfurt (2:2) als Rechtsaußenstürmer erstmals eingesetzt. Nach zwei Spielen in der Saison 1963/64 hatte sich Seguin schon ein Jahr später mit 17 Einsätzen einen Stammplatz in der Angriffsformation des SC Aufbau erobert. Beim ersten Pokalsieg der Magdeburger am 13. Juni 1964 war er allerdings noch nicht dabei. Die noch folgenden siegreichen Pokalendspiele 1965, 1969, 1973, 1978 und 1979 fanden jedoch mit Seguin statt. Der Magdeburger Pokalgewinn von 1964 verhalf Seguin auch zu seinem ersten Europapokalspiel, das er am 17. September 1964 im Rückspiel der 1. Runde des Pokals der Pokalsieger bei Galatasaray Istanbul (1:1) bestritt.
In seiner Karriere hatte Seguin in der Spielzeit 1965/66 einen Tiefpunkt. Am Ende der Saison musste der nach Ausgliederung der Sektion Fußball aus dem SC Aufbau neu gegründete 1. FC Magdeburg in die zweitklassige DDR-Liga absteigen. Mit 23 von 30 Punktspielen war Seguin maßgeblich am sofortigen Wiederaufstieg beteiligt und erreichte schon in der folgenden Saison 1967/68 mit Oberligaplatz 3 seine bisher beste Platzierung, zu der er mit 19 Punktspielen und vier Toren selbst entscheidend beigetragen hatte. 1968/69 absolvierte Seguin zum ersten Mal alle 26 Oberligapunktspiele und erzielte mit sechs Toren neben der Spielzeit 1972/73 seine meisten Oberligatreffer. 1972 wurde Seguin zum ersten Mal Fußballmeister. Er hatte wieder alle 26 Punktspiele absolviert und damit eine Serie ununterbrochener Einsätze bis zum 1. Dezember 1979 gestartet. In dieser Zeit wechselte der 1,77 Meter große Seguin vom Angriff in das Mittelfeld.
Bis einschließlich der Saison 1972/73 hatte Seguin auch 14 der 16 Europapokalspiele der Magdeburger bestritten. Nach dem Pokalgewinn von 1973 startete der 1. FC Magdeburg seine erfolgreichste Europapokalsaison, die er mit dem Gewinn des Pokals mit einem 2:0-Sieg über den AC Mailand krönte. Seguin war in allen neun Spielen dabei und machte im Finale am 8. Mai 1974 mit seinem Treffer zum 2:0 den Erfolg perfekt. Mit seinem letzten Europapokalspiel am 22. Oktober 1980 beim UEFA-Pokalspiel beim AC Turin (1:3) hat Seguin insgesamt 57 europäische Pokalspiele absolviert, ein weiterer FCM-Rekord, der bisher nicht überboten werden konnte.
Nachdem seine Serie von 219 Oberligapunktspielen 1979 unterbrochen wurde, in der er noch zwei weitere Male DDR-Meister wurde, bestritt Seguin 1980/81 seine letzte Oberligasaison für den FCM, in der er noch einmal in 14 Punktspielen zum Einsatz kam. Neben seinen 380 Oberligapunktspielen kam er noch in 23 DDR-Ligaspartien, 69 nationalen und 57 europäischen Pokalbegegnungen zum Einsatz, sodass sich seine Pflichtspiele auf 529 Einsätze summieren. In diesen Spielen erzielte er insgesamt 64 Tore. Im Anschluss an seine Oberligazeit war Seguin von 1981 bis 1986 Spielertrainer bei der viertklassigen BSG Motor Mitte Magdeburg, der er 1982 zum Aufstieg in die Bezirksliga verhalf.

### Auswahleinsätze
Sein erstes Länderspiel bestritt Seguin, damals noch zu Einheit Burg gehörend, am 7. Oktober 1963 mit der Juniorennationalmannschaft zusammen mit seinen späteren Mitspielern in der A-Nationalmannschaft Jürgen Croy, Manfred Zapf, Harald Irmscher, Horst Wruck und Rainer Schlutter. Insgesamt wurde Seguin viermal in der U-18-Auswahl des DFV eingesetzt. Daran schlossen sich zwischen 1965 und 1969 sechs Spiele mit der Nachwuchsnationalmannschaft an, in denen er einmal traf.
Zu seinem ersten A-Länderspiel kam Seguin am 27. Mai 1972 in der Begegnung DDR – Uruguay (1:0). Im September des gleichen Jahres bestritt Seguin vier Spiele mit der DDR-Olympiaauswahl beim Endrundenturnier der Olympischen Spiele in München. Er stand auch im kleinen Finale, in dem die DDR gemeinsam mit der sowjetischen Elf nach einem 2:2 die Bronzemedaille gewann.
Mit der A-Nationalmannschaft bestritt Seguin insgesamt 21 Spiele. Nach FIFA-Lesart sind es 19. Er gehörte zum Kader der DDR-Nationalmannschaft bei der Fußball-Weltmeisterschaft 1974 und wurde im Vorrundenspiel gegen Chile eingesetzt. Sein letztes Länderspiel fand am 3. September 1975 in Moskau gegen die Sowjetunion statt (0:0). Von diesen Spielen gewann Seguin 13 Begegnungen, fünfmal spielte er unentschieden und nur dreimal ging er als Verlierer vom Platz. Zu einem Torerfolg kam er während dieser Begegnungen nicht.

### Erfolge

#### International
- Europapokal der Pokalsieger 1974
- Bronze bei den Olympischen Spielen 1972
- WM-Teilnahme 1974

#### National
- 3 × DDR-Meister 1972, 1974 und 1975
- 5 × FDGB-Pokalsieger 1965, 1969, 1973, 1978 und 1979

## Weiterer Werdegang
Noch während seiner aktiven Zeit absolvierte Seguin ein Studium zum Maschinenbau-Ingenieur. Nach Beendigung seiner Laufbahn als aktiver Fußballspieler wurde Seguin Objektleiter im Magdeburger Heinrich-Germer-Stadion. Nach der deutschen Wiedervereinigung ließ sich Seguin in Stendal nieder. Um weiterhin beruflich abgesichert zu sein, absolvierte er in Niedersachsen eine Umschulung zum Gebäudereiniger und eröffnete danach in Magdeburg eine Gebäude- und Glasreinigungsfirma, die er zu einem florierenden Unternehmen mit einer dreistelligen Mitarbeiterzahl ausbaute. Er übergab sie später an seine Söhne und ließ sich in Stendal nieder. Mit seiner Firma sponserte Seguin lange Zeit den 1. FC Magdeburg, beendete sein Engagement aber, als er nicht den Zuschlag für die Reinigungsarbeiten für das neue Magdeburger Stadion erhielt. Trotzdem blieb er dem FCM weiterhin verbunden, noch 2009 war er Mitglied des Aufsichtsrates, derzeit ist er Mitglied des Sportbeirates.

## Trivia
Seguin ist beim Magdeburger Klub im Besitz zweier nicht mehr zu überbietender Rekorde: Er hat mit 380 Einsätzen die meisten Spiele in der DDR-Oberliga für Magdeburg absolviert und wurde zwischen 1971 und 1979 ohne Unterbrechung in 219 Oberligaspielen eingesetzt.
Seine Söhne waren bzw. sind ebenfalls als Fußballer aktiv. Norman spielte bei MSV 90 Preußen Magdeburg und Empor Wanzleben, Paul brachte es zum Bundesligaspieler.